# Division 1 i amerikansk fotboll 1998
Division 1 var den näst högsta serien i amerikansk fotboll för herrar i Sverige 1998. Serien var uppdelad i två serier, norra och södra. Vinst gav 2 poäng, oavgjort 1 poäng och förlust 0 poäng.
Vinnarna Arlanda Jets och Ystad Rockets gick upp till Superserien.

## Norra
Serien spelades i form av två konferenser men med gemensam tabell. Lagen möttes i dubbelmöten i den egna konferensen och i enkelmöten mellan konferenserna. Eftersom KTH drog sig ur och lagen spelade olika antal matcher fick tabellen avgöras med vinstprocent.
|   | Lag                    | SM | V | O | F | GP  | IP  | Poäng | %   |
| - | ---------------------- | -- | - | - | - | --- | --- | ----- | --- |
| 1 | Arlanda Jets           | 8  | 8 | 0 | 0 | 384 | 24  | 16    | 100 |
| 2 | Roslagen Bulldogs      | 8  | 5 | 0 | 3 | 148 | 171 | 10    | 63  |
| 3 | Västerås Roedeers      | 9  | 5 | 0 | 4 | 146 | 200 | 10    | 55  |
| 4 | Linköping Dragons      | 9  | 3 | 1 | 5 | 128 | 211 | 7     | 39  |
| 5 | Täby F2 Flyers         | 9  | 3 | 0 | 6 | 157 | 152 | 6     | 33  |
| 6 | Nyköping Baltic Beasts | 9  | 3 | 0 | 6 | 114 | 239 | 6     | 33  |
| 7 | Jamtland Republicans   | 8  | 2 | 1 | 5 | 74  | 154 | 5     | 31  |
| - | KTH Osquars*           | -  | - | - | - | -   | -   | -     | -   |

|                        | AJ    | JR    | LD    | NBB  | RB    | TF    | VR    |
| ---------------------- | ----- | ----- | ----- | ---- | ----- | ----- | ----- |
| Arlanda Jets           |       | 40-6  | -     | 52-0 | 38-0  | 42-0  | -     |
| Jamtland Republicans   | 0-40  |       | -     | -    | 13-27 | 14-2  | 7-14  |
| Linköping Dragons      | 6-40  | 6-6   |       | 22-6 | -     | 6-44  | 34-7  |
| Nyköping Baltic Beasts | -     | 0-14  | 38-26 |      | -     | 18-49 | 26-20 |
| Roslagen Bulldogs      | 12-58 | 25-14 | 44-8  | 20-6 |       | -     | -     |
| Täby F2 Flyers         | -     | -     | 6-14  | 7-12 | 10-14 |       | 32-20 |
| Västerås Roedeers      | 0-64  | -     | 20-6  | 29-8 | 24-6  | 12-7  |       |

Färgkoder:
     – Uppflyttning.

     – Nedflyttning.

- KTH Osquars drog sig ur

## Södra
Serien spelades i form av två konferenser men med gemensam tabell. Lagen möttes i dubbelmöten i den egna konferensen och i enkelmöten mellan konferenserna. Eftersom Helsingborg drog sig ur och lagen spelade olika antal matcher fick tabellen avgöras med vinstprocent.
|   | Lag                       | SM | V | O | F | GP  | IP  | Poäng | %   |
| - | ------------------------- | -- | - | - | - | --- | --- | ----- | --- |
| 1 | Ystad Rockets             | 8  | 8 | 0 | 0 | 399 | 121 | 16    | 100 |
| 2 | Borås Rhinos              | 9  | 7 | 0 | 2 | 346 | 157 | 14    | 78  |
| 3 | Karlskoga Wolves          | 9  | 6 | 0 | 3 | 454 | 202 | 12    | 67  |
| 4 | Halmstad Eagles           | 8  | 4 | 0 | 4 | 167 | 165 | 8     | 50  |
| 5 | Majorna Mustangs          | 9  | 4 | 0 | 5 | 193 | 268 | 8     | 44  |
| 6 | Lund Vikings              | 8  | 1 | 0 | 7 | 98  | 319 | 2     | 13  |
| 7 | Vexio Vultures            | 9  | 0 | 0 | 9 | 0   | 435 | 0     | 0   |
| - | Helsingborg Westcoasters* | -  | - | - | - | -   | -   | -     | -   |

|                  | BR    | HE   | KW    | LV    | MM    | VV   | YR    |
| ---------------- | ----- | ---- | ----- | ----- | ----- | ---- | ----- |
| Borås Rhinos     |       | 42-3 | 41-32 | -     | 24-0  | 13-0 | 21-40 |
| Halmstad Eagles  | -     |      | 0-42  | 27-0  | -     | 50-0 | 14-31 |
| Karlskoga Wolves | 56-48 | -    |       | -     | 76-18 | 76-0 | 28-56 |
| Lund Vikings     | 14-54 | 0-32 | 6-56  |       | -     | -    | 32-50 |
| Majorna Mustangs | 12-53 | 60-0 | 33-12 | 40-6  |       | 46-0 | -     |
| Vexio Vultures   | 0-50  | -    | 0-76  | 0-20  | 0-44  |      | -     |
| Ystad Rockets    | -     | 40-6 | -     | 60-20 | 62-0  | 60-0 |       |

Färgkoder:
     – Uppflyttning.

     – Nedflyttning.

- Helsingborg Westcoasters drog sig ur